# Липня (Псковская область)
Липня — деревня в Дедовичском районе Псковской области России. Входит в состав Шелонской волости.
Расположена между реками Липня и Крутец (приток Липни) на северо-востоке района в 8 км к северо-востоку от районного центра, посёлка Дедовичи, и в 3 км к западу от деревни Крутец.

## Население
| 2001 | 2002 | 2010 |
| ---- | ---- | ---- |
| 148  | ↘124 | ↘80  |

Численность населения деревни по оценке на начало 2001 года составляла 148 человек.

## История
До июня 2010 года деревня входила в состав Крутецкой волости Дедовичского района, упразднённой в пользу Дубишенской волости. С 2010 до 2015 гг. деревня была в составе Дубишенской волости, упразднённой в пользу Шелонской волости.